# Околіна
Околіна (рум. Ocolina) — село в Молдові у Сороцькому районі. Є центром комуни, до складу якої також входить село Цепілова.
| Молдова | Це незавершена стаття з географії Молдови. Ви можете допомогти проєкту, виправивши або дописавши її. |

1. ↑  Ladaniuc V., Țopa T. G. Localitățile Republicii Moldova: itinerar documentar-publicistic ilustrat. Volumul 9: N-O — Chișinău: Draghiștea, 2009. — С. 391. — 638 с. — ISBN 978-9975-9700-3-7